# 春の呪い
『春の呪い』（はるののろい）は、小西明日翔による日本の漫画作品。『月刊コミックZERO-SUM』（一迅社）にて、2016年1月号より2017年1月号まで連載された。本作は作者の初連載作である。
2016年、第6回「NEXTブレイク漫画RANKING BEST50」で9位に選ばれた。「このマンガがすごい!2017」ではオンナ編2位を受賞した。
2021年にはテレビドラマ化された。

## あらすじ
主人公の立花夏美の妹である春が19歳で病死した。春は親同士が決めた婚約者である柊冬吾がいた。春が亡くなると、夏美が冬吾と交際することになり、夏美は彼に「春と2人で行った場所に連れて行ってほしい」とお願いをする。夏美にとって春はたったひとりの家族であり、いつかふたりで暮らすという約束を支えに生きてきたが、冬吾に春を奪われたように感じ、彼を殺してやりたいと考えていたところ、春が死んでしまったのであった。冬吾と交際することに罪悪感を覚える夏美。春が亡くなる間際に「冬吾さん」と言ったことが夏美は呪いに思えるのであった。

## 登場人物
立花夏美（たちばな なつみ）
主人公。顔や性格が実の母親に似ている。両親と確執があったためか、妹の春を唯一の肉親として溺愛していた。
柊冬吾（ひいらぎ とうご）
男前。春の恋人だった。
立花春（たちばな はる）
夏美の妹。癌で病死した。冬吾とは親同士が決めた見合いで知り合ったが、関係は良好だった。
海斗（かいと）
夏美の異母弟。

## 書誌情報
- 小西明日翔 『春の呪い』 一迅社〈ZERO-SUMコミックス〉、全2巻
  1. 2016年04月25日発売[3][8]、ISBN 978-4-7580-3181-3
  2. 2016年12月24日発売[5][9]、ISBN 978-4-7580-3248-3

## テレビドラマ
2021年5月22日から6月26日まで、テレビ東京系列で放送された。同年4月に新設された「サタドラ」枠の第2弾。監督・脚本は落合正幸。主演はテレビ東京系ドラマ初出演・初主演となる髙橋ひかる。

### キャスト
立花夏美
演 - 髙橋ひかる（11歳時：白鳥玉季）
本作の主人公。
柊冬吾
演 - 工藤阿須加（幼少期：後藤成貴）
春の婚約者で財閥家の御曹司。
立花春
演 - 桜田ひより（幼少期：田中乃愛）
夏美の妹。
柊聖美
演 - 高島礼子
冬吾の母。
立花浩司
演 - 飯田基祐
夏美・春の父。
京子が亡くなる前から芳江と関係があったことを知っていた夏美からは軽蔑されている。
立花芳江
演 - 河井青葉
夏美・春の継母。
柊真由子
演 - 結城モエ
冬吾のはとこ。
柊篤実
演 - 薬丸翔
冬吾のはとこ。真由子の兄。
柊俊策
演 - 津村和幸
冬吾の父。
手作りパン工房の同僚
演 - 上埜すみれ、寺田浩子
柊家の使用人・冬吾の教育係
演 - 渋谷飛鳥

### ゲスト
- 立花京子（夏美・春の実母） - 近藤奈保希（第1話）
- 冬吾の上司 - 渡部遼介（第2話）

### スタッフ
- 原作 - 小西明日翔 『春の呪い』（ZERO-SUMコミックス / 一迅社刊）
- 監督・脚本 - 落合正幸
- チーフプロデューサー - 稲田秀樹
- プロデューサー - 矢ノ口真実、渋谷未来
- 音楽 - 沢田完
- 主題歌 - tricot「いない」[13]
- 撮影 - 磯貝喜作
- Bカメ - 今泉舞那
- VE - 中塚政明
- CA - 生野美智信
- 照明 - 栗林映未里
- 照明助手 - 塙秀彦
- 録音 - 五十嵐圭
- 録音助手 - 榎田大道
- 制作担当 - 安藤充
- 制作主任 - 深澤知
- 制作進行 - 額賀千聡
- 美術 - 岩本一成
- 装飾 - 西沢和幸
- 持道具 - 東野敦
- 演出補助 - 鎌田敏明
- 助監督 - 菊池俊次、柿沼京香、阿久井愛都
- アシスタントプロデューサー - 加藤理恵、小林孝道
- 宣伝 - 正井彩夏、松本悦子
- 記録 - 舘野弘子
- 衛生担当 - 蒲凡
- スチール - 赤木宏行
- 衣装 - 小林聖
- 衣装助手 - 井上裕登
- ヘアメイク - 藤谷朋未
- ヘアメイク助手 - 石井友梨
- 編集 - 深沢佳文
- 番組デスク - 出口祥代
- 制作デスク - 小野塚睦美
- 技術デスク - 飯田次郎
- 制作協力 - The icon
- 製作著作 - テレビ東京

### 放送日程
| 話数   | 放送日  | ラテ欄                             |
| ------ | ------- | ---------------------------------- |
| 第1話  | 5月22日 | 禁断のラブ…妹から婚約者を奪う!?    |
| 第2話  | 5月29日 | 揺れる愛 お前が死んだら俺も死ぬぞ! |
| 第3話  | 6月05日 | 亡き妹を辿るデート急転! 禁断の唇…  |
| 第4話  | 6月12日 | ドロ沼! 三角関係                   |
| 第5話  | 6月19日 | 最終章へ 悲劇を呼ぶ魂の告白        |
| 最終話 | 6月26日 | 正直な想い…覚悟の告白!             |

### 原作とドラマの相違点
- 立花家の母親が原作では父親と離婚したが[15]、ドラマでは死別している。
- 原作では柊家と立花家が初めて会うのは、離婚後から時間が経った両家のお見合いの時であるが[16]、ドラマでは立花家の母親の葬儀の時に、柊家と立花家が初めて会うシーンへと変更された。また、春を冬吾の婚約者にすると、葬儀中に柊家の母親が決めたことになっている。
- 春と冬吾がデート中にスマホで写真を取り、二人の後ろに夏美が写っているシーン、死んだはずの春が葬儀場で突然目を覚まし、「冬吾さんは渡さない」と言い、夏美の腕を掴むホラー演出のあるシーンはドラマにのみ登場する。
- 夏美のバイト先が、原作では中華料理屋だが[17]、ドラマではパン屋になった。なお、ドラマ内で、夏美はパン屋の全店舗の中で売上トップとなり千円のプリペイドカードを20枚もらって、春経由で冬吾にその内の１枚が渡されている設定である。
- 冬吾が夏美に交際を申し込むのは、原作では春の葬式の時だった[16]が、ドラマでは、夏美がアルバイト中に、冬吾に携帯電話で喫茶店に呼び出され、その後合流し、そこで話している時に変更となった。
- 夏美は、原作内では自転車で移動しているが[15]、ドラマでは歩いている。
- 冬吾が夏美を旧相馬家の庭で抱き寄せるのは、原作では、花々がたくさん咲いた道である[15]。ドラマでは、池の近くに場所が変わった。
- 夏美が自殺を図り、冬吾に止められる時の場所は、 原作では鉄道の踏み切りだが[15]、ドラマでは、川の上に架かる橋（豊海橋）になった。